# Hillegom

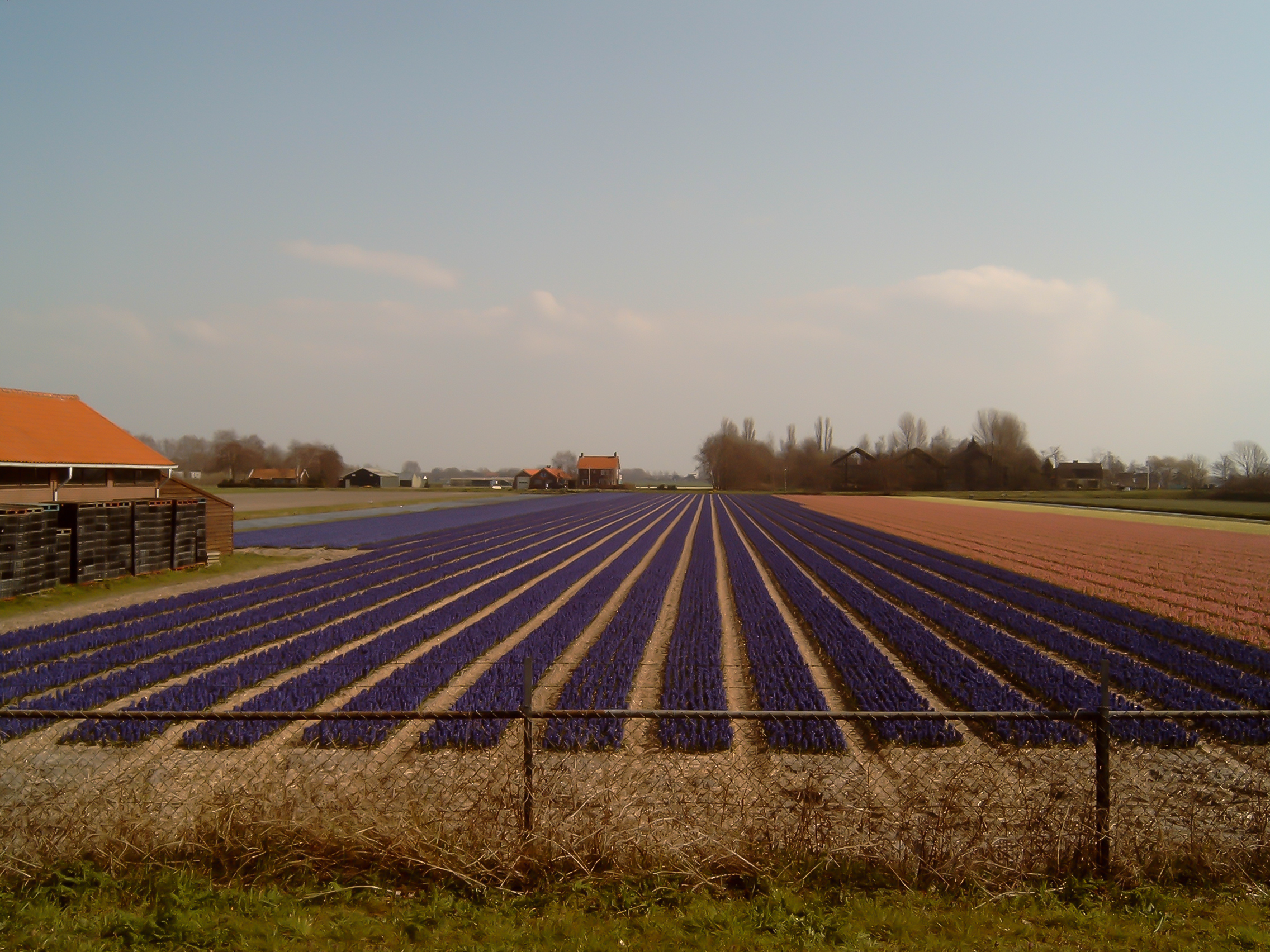
Hillegom, Feld mit Hyazinthen

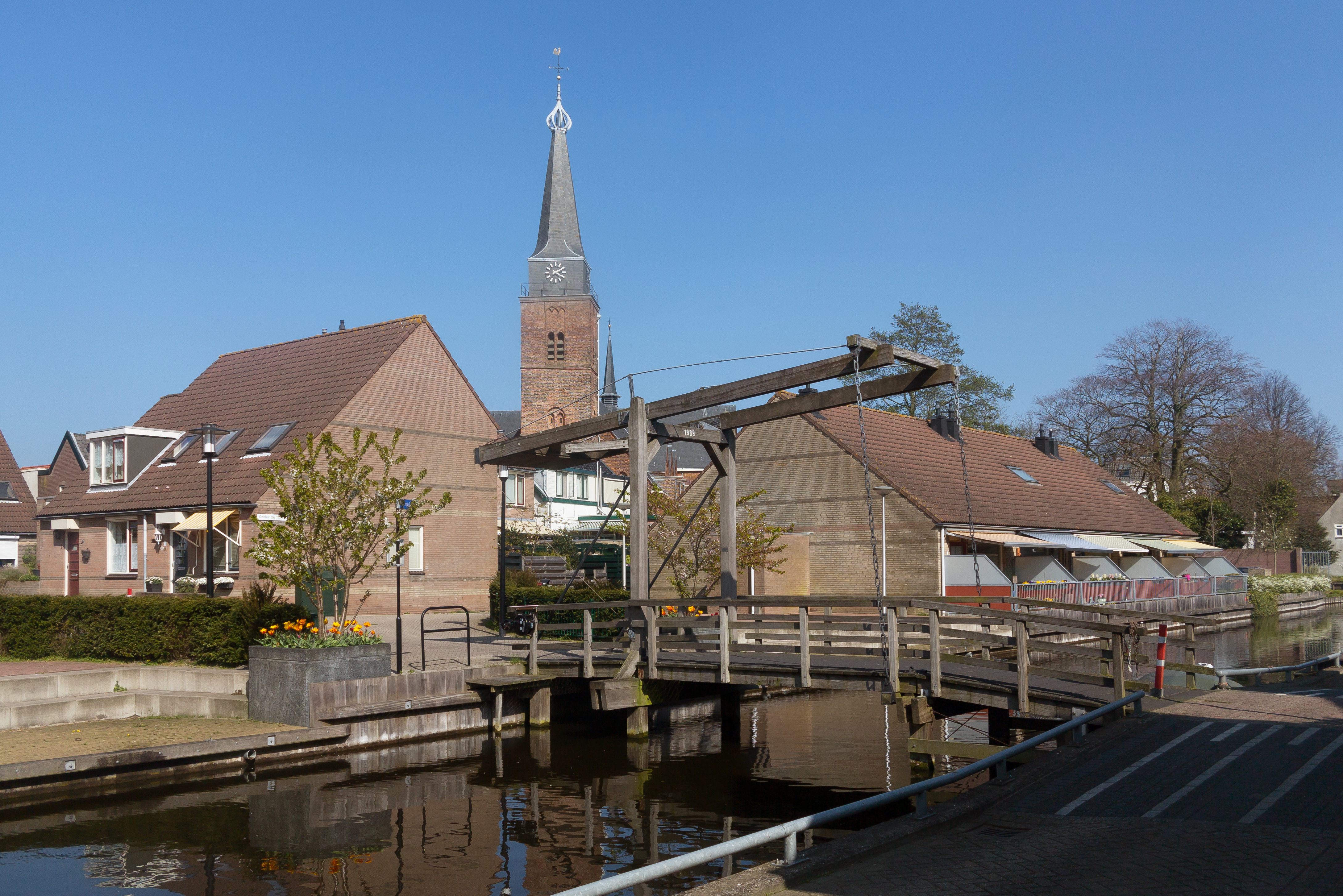
Zugbrücke mit Kirchturm (de Maartenskerk)

Hillegom (anhörenⓘ) ist eine Gemeinde in den Niederlanden, Provinz Südholland. Hillegom hat 22.788 Einwohner (Stand 1. Januar 2025). Die Gesamtfläche der Gemeinde beträgt 13,47 km².

## Lage und Wirtschaft
Hillegom liegt im Dünengebiet zwischen Haarlem (8 km nach Norden) und Lisse. Es hat einen Kleinbahnhof an der Bahnstrecke Amsterdam–Rotterdam. Die Autobahn A4 Leiden – Schiphol ist über die N207 erreichbar (nur wenige Kilometer). Hillegom liegt im äußersten Norden der Provinz Südholland.
Wie in Lisse ist die Wirtschaft Hillegoms vom Anbau von Blumenzwiebeln geprägt. Aus dem Ort stammt das Unternehmen Bakker. Durch die örtliche Subventionierungspolitik wird auch anderes Kleingewerbe angezogen. Der Tourismus ist etwas weniger bedeutend als in Lisse.

## Geschichte
In der Gegend lebten vor etwa 2000 Jahren die germanischen Caninefaten.
Im Mittelalter entstand hier ein Hof, möglicherweise eine Residenz der Grafen von Holland. Jedenfalls hielten die Ratsherren des Grafen hier 1346 und 1347 wichtige Versammlungen. Im Achtzigjährigen Krieg wurde das Dorf schwer getroffen (Verwüstung 1575 und 1577). Um 1700 fing man an, die Dünen wegzugraben, damit Anbauflächen für Tulpen freikamen. Die Rechte eines Amtsherrn von Hillegom wurden 1722 vom bekannten Amsterdamer Kaufmann Jan Six, einem Sohn des bekannten Kunstsammlers gleichen Namens, erworben. Dieser förderte den Anbau der Blumenzwiebeln kräftig. Six kaufte auch den alten Landsitz „Het Hof“, wo die Grafen von Holland gewohnt haben sollen. Im 18. Jahrhundert gab es in der damals noch waldreichen Umgebung viele derartige Landsitze und Herrenhäuser. Diese mussten alle aber im 19. Jahrhundert den bis auf den heutigen Tag wirtschaftlich ertragreichen Blumenfeldern weichen.

## Politik

### Sitzverteilung im Gemeinderat
Seit 1982 setzt sich der Gemeinderat von Hillegom setzt sich folgendermaßen zusammen:
| Partei                      | Sitze | Sitze | Sitze | Sitze | Sitze | Sitze | Sitze | Sitze | Sitze | Sitze | Sitze |
| Partei                      | 1982  | 1986  | 1990  | 1994  | 1998  | 2002  | 2006  | 2010  | 2014  | 2018  | 2022  |
| --------------------------- | ----- | ----- | ----- | ----- | ----- | ----- | ----- | ----- | ----- | ----- | ----- |
| Bevolkingsbelangen Hillegom | 2     | 1     | 1     | 3     | 3     | 3     | 4     | 2     | 7     | 8     | 8     |
| Bloeiend Hillegom a         | –     | –     | –     | –     | –     | –     | 1     | 4     | 3     | 3     | 3     |
| D66                         | 1     | 0     | 2     | 2     | 1     | –     | 0     | 2     | 2     | 1     | 2     |
| CDA                         | 6     | 7     | 7     | 6     | 5     | 6     | 4     | 3     | 3     | 4     | 2     |
| VVD                         | 4     | 4     | 3     | 4     | 5     | 5     | 5     | 4     | 2     | 2     | 2     |
| GroenLinks b                | –     | –     | 1     | 1     | 1     | 2     | 2     | 2     | 1     | 1     | 1     |
| Hart voor Hillegom          | –     | –     | –     | –     | –     | –     | –     | –     | –     | –     | 1     |
| PvdA                        | 3     | 3     | 3     | 3     | 4     | 3     | 3     | 2     | 1     | 0     | –     |
| Lijst van der Tol           | –     | 1     | –     | –     | –     | –     | –     | –     | –     | –     | –     |
| Hillegom Progressief b      | 1     | 1     | –     | –     | –     | –     | –     | –     | –     | –     | –     |
| Gesamt                      | 17    | 17    | 17    | 19    | 19    | 19    | 19    | 19    | 19    | 19    | 19    |

Anmerkungen

### Bürgermeister
Seit dem 7. November 2024 ist Roberto ter Hark (VVD) amtierender Bürgermeister der Gemeinde. Zu seinem Kollegium zählen die Beigeordneten Anne de Jong (Bevolkingsbelangen Hillegom), Fred van Trigt (CDA), Jan van Rijn (Bevolkingsbelangen Hillegom), Karin Hoekstra (CDA) sowie die Gemeindesekretärin Constance Baauw.

## Sehenswürdigkeiten
- Spätgotische evangelische Maartenskerk
- Der Blumenkorso (Route Lisse – Haarlem), der in der zweiten Hälfte des Monats April durch das Dorf zieht
- Die Tulpenfelder und die Polderlandschaft der Umgebung (viele Vögel)
- Das Automuseum, spezialisiert auf die Marke Ford
- Die Überbleibsel des Grafenhofes (jetzt Rathaus)

## Söhne und Töchter
- Jacob Cornelis van Slee (1841–1929), Bibliothekar und Prediger
- Pedro Paulo Koop (1905–1988), Bischof von Lins